# ATP Антверпен 1987
1. ПЕРЕНАПРАВЛЕННЯ European Open 1987